# Ola Hemström
Per Ola Lennart Hemström, född 10 mars 1963 i Malmö, är en svensk journalist. Hemström är producent och dokumentärmakare på Sveriges Radio.